# ميخائيل فال
ميخائيل فال هو موسيقي ومنتج أسطوانات وملحن بلجيكي، ولد في 9 يونيو 1980 في Lokeren ‏ في بلجيكا.

## وصلات خارجية
- الموقع الرسمي
- ميخائيل فال على موقع ميوزك برينز (الإنجليزية)
- ميخائيل فال على موقع ديسكوغز (الإنجليزية)
- ميخائيل فال على موقع ديسكوغز (الإنجليزية)